# 다산 메트로 아파트
다산 메트로 3단지 아파트는 경기도 남양주시 다산1동에 있는 공동주택으로, 경기주택도시공사 (GH)에서 지은 아파트이다. 다산신도시에 위치해 있다.
준공일은 2021년 9월, 총 1257세대, 지역난방이다.
당초 이름은 참아름 3단지 아파트였으나, 참아름 6단지가 다산 센트럴파크 6단지 로 분리되면서 참아름 3단지는 다산 메트로 3단지 아파트로 분리되었다.
8호선 별내선 다산역 2번 출구에서 아파트  정문까지 도보 2~3분이면 갈 수 있는 초역세권이다.
다산신도시내의 번화가와 중심상가 역시 매우 가깝기 때문에 위치적으로 상당한 이점을 가지고 있다.
<시설>
3301~3306동까지 총 6개동이 있으며, 초기에는 3101~3106동이었다. 가장 높은 층은 3304동의 29층이며 41형만 입주해있는 동이다.
단지내 편의시설로는 각 동에 설치된 무인택배함과 휘트니스 시설, 어린이집, 노인정 등이있으며, 관리사무소, 임대관리센터, 입주지원센터가 별도로 존재한다.
세대별 특징으로는 주방에 작은 식탁등이 기본으로 설치되어 있고, 분양아파트처럼 전자동 조명,난방제어와 엘리베이터 호출 등의 기능을 갖춘 월패드가 부착되어 있다.
분리수거 하는 곳이 동 근처마다 위치해 있으며, 요일 구분없이 매일 배출이 가능하고, 음식물 쓰레기는 카드키로 배출한다.
지상주차장과 지하주차장과 있으며, 지하주차장에서 곧바로 각 세대로 올라갈 수 있는 엘리베이터가 있다.
동으로 출입하는 정문,후문 출입구에는 실제 입주하는 사림만 출입할 수 있도록 보안장치가 되어 있다.
각 세대별로 도어락이 기본으로 설치되어 있기 때문에 신규 입주시 열쇠가 아닌 카드키를 받게 된다.
방음 점수는 다산신도시의 3개 국민임대 아파트 중 가장 높은 점수를 가지고 있으나,  빌런 이웃을 만날 경우엔 층간소음과 벽간소음애서 역시 어쩔 수 없는 문제가 발생한다.
지역난방을 제공하고 있어 전기,난방,급탕비는 관리비에 포함되어 나오며, 주방의 가스렌지를 연결할 경우엔 별도의 도시가스(삼천리)를 신청해야 한다.
기본 괸리비는 비교적 저렴하고 적당한 수준으로 나오고 있다는 평이 많다.
단지가 매우 작은 편이라서 3301동 후문의 경우, 동 출입구 바로 앞에 외부 차와 외부 사람들이 다니는 대로변길이 나타나는게 인상적이다. 대신 역까지의 도보 거리가 가장 가깝고 고층일 경우 복도 창문으로 다산역 풍경을 위에서 내려다볼 수 있다. 후문과 가까운 3303,3304,3305동의 고층일 경우엔 거실 뷰로 탁 트인 뻥뷰가 가능하며, 날이 좋으면 저 멀리 롯데타워도 보인다.
<주변 편의시설>
아파트에서 도보 5~10분 거리에 다산 수변 공원(왕숙천)을 산책할 수 있으며, 왕숙길벗교 다리를 건너면 바로 구리시 인창동으로 넘어간다. 아파트에서 동구릉 입구 버스 정류장까지 걸어서 20분대로 갈 수 있을만큼 구리시와 가깝게 위치해 있다.
다산 신도시내의 모든 사실 편의시설을 사실상 도보로 이동 가능할만큼 최상의 위치에 있는데, 정문으로 걸어가면 다산 번화가가 나오며 다산역, 다이소, 올리브영, 노브랜드, 하나로마트, 스크린골프장, 24시간 사우나, 각종 식당들이 있고, 후문으로 나가면 롯데슈퍼가 가장 가까운 마트다. 대형마트는 다산역의 하나로마트가 도보로 이동할 수 있고, 차량으로는 도농역의 이마트가 있다.
단지내 상가는 정문에 CU편의점, 컴포즈커피, 분식집 등이 있으며, 단지 상가는 아니지만 후문 바로 맞은편에도 CU가 있다.
거의 유일한 단점으로는 다산에 아직 우체국이 없어서, 다산역에서 전철을 타고 한정거장 이동 후 구리역에 하차하면 바로 구리우체국을 이용할 수 있다.  
<대중교통>
메트로3단지에서 가장 많이 이용하는 서울 출퇴근 코스는 역시 잠실역 환승센터로 가는 1003 광역버스일 것이다. 다산 센트럴파크6단지와 수석동 등 19개 정류장을 거쳐 40여분간 달리면 잠실에 도착한다. 혹은 단지에서 15분정도 떨어진 유승한내들센트럴 정류장애서 M2353 광역버스를 타면 6개 정거장만에 잠실역에 도착할 수 있으나 버스로 걸리는 시간은 40여분 정도로 비슷하다. (안막히는 시간엔 30여분)
구리전통시장으로 나가는 버스는 95번 버스가 적격인데, 20분만에 구리시장 입구로 나갈 뿐 아니라 경기도 버스로써는 드물게 5~10분 간격으로 매우 자주 오는 버스다. 이 버스를 타면 구리시내를 거쳐 광진구 5호선 광나루역, 2호선 강변역으로 나갈 수 있다.
76번 버스를 타면 7호선 태릉입구역까지 15분만에 나갈 수 있다.
아파트에서 13분정도 걸어가 다산선형공원 정류장에서 79번 버스를 타면 갈매신도시로 갈 수 있다.
2024년 8월 개통 예정인 8호선 다산역에서 지하철을 이용할 경우 잠실역과의 접근성은 더욱 좋아진다. 뿐만 아나라 다산역에서 전철을 탄 후 별내역, 구리역, 장자호수공원역, 암사역, 천호역, 잠실역, 가락시장역, 석촌역, 모란역 등을 이용할 수 있고, 가락시장역에서 3호선으로 환승하며 1정가장만 가면 수서역에서 SRT와 GTX를 이용할 수도 있다. 다산역의 배차 간격은 서울과 동일한 4~8분으로써 다산 교통문제에 혁신적 대처가 될 전망이다.
<공급 면적>
국밈임대 755세대와 영구임대 502세대가 합쳐진 복합 공공임대주택이며, 26~51형까지의 소형 평수로 이루어져 있다.
-26형(실평수8.1평, 공급면적12.9평), -32형(실평수8.8평, 공급면적14.9평), -34형(실평수10.5평, 공급면적15.9평), -41형(실평수12.6평, 공급면적19.0평), -51형(실평수15.6평, 공급면적23.3평)
26~34형은 베란다 확장형이며, 41~51형은 별도의 베란다 없이 큰방에 다용도실과 실외기실이 붙어있는 구조다. 이곳에 세탁기를 둔다. 어느 정도의 선반을 두어 물건을 수납하는 것은 가능하나 베란다 확장형보다는 아무래도 비좁기 때문에 천장설치형 빨래건조대를설치해서 사용하는 세대가 많은 편이다.
26,32형은 원룸(방1+욕실1)구조, 34형은 투룸(방2+욕실1)구조, 41,51형은 거실이 있는 투룸(방2+욕실1+거실)구조로써, 다른 임대아파트의 평수와 약간 다른 평수를 가지고있는게 특징이다.
41~51형은 큰방에 옷장이나 시스템행거를 놓을 수 있는 드레스룸 자리가 별도로 있다.
투룸의 측세대의 경우 작은방의 창문은 외부로 나있으며, 그 외에는 복도로 나 있는 복도식구조다. 그럼에도 불구하고 이상하게도 복도로 나있는 작은방 창문에 방범창이 설치되어 있지 않아서 잠금장치를 잘해두어야하며, 별도의 비용을 내고 방범창을 설치하는 세대도 있다.
32형의 경우 33형보다 작고, 34형의 경우 36형보다 작고, 41형의 경우 46형보다 많이작은게 단점이다. 그러나 2024년 4월부터 시행 된 면적제한으로 1인가구는 35형 미만만 지원할 수 있게 되었으므로 34형의 투룸인 이 구조는 앞으로 더욱 경쟁률이 치열해질 것으로 예상된다. 3인가구의 경우엔 면적제한이 50형 이하이므로 51형을 지원할 수 없고, 그 아래인 41형을 지원해야 하는데 3인이 살기에는 거실과 주방이 매우 좁은 것이 큰 단점이다.
그러나 거실이 약간 좁다는 단점을 제외하면 아파트 외관이 임대아파트라는 생각이 들지 않을 정도로 세련된 편이며, 무엇보다도 역시 8호선 지하철역이 가까운 초역세권 위치라는 엄청난 메리크가 있기 때문에 현재 2024년 기준으로 다산 신도시에 위치한 3개의 국민임대 아파트 (메트로3단지, 포래스트2단지, 센트럴파크6단지) 중에서 가장 입주 경쟁률이 치열한 편이다.

## 같이 보기
- 다산 센트럴파크
- 다산역 (남양주)